# 結婚泥棒 (映画)
『結婚泥棒』（けっこんどろぼう、The Pleasure of His Company）は、1961年に公開されたアメリカ合衆国の映画。サミュエル・A・テイラーとコーネリア・オーティス・スキナーが1958年に発表した演劇に基づいている。出演はフレッド・アステアやデビー・レイノルズなど。

## キャスト
※日本語吹替はテレビ版
- ポゴ・プール: フレッド・アステア（中村正）
- ジェシカ・ダファティ: デビー・レイノルズ（鈴木弘子）
- ケイト・ダファティ: リリー・パルマー（寺島信子）
- ロジャー・ヘンダーソン: タブ・ハンター（伊武雅之）
- ジム・ダファティ: ゲイリー・メリル

## スタッフ
- 監督: ジョージ・シートン
- 製作: ウィリアム・パールバーグ（英語版）
- 脚本: サミュエル・A・テイラー（英語版）
- 撮影: ロバート・バークス（英語版）
- 編集: アルマ・マクロリー（英語版）
- 音楽: アルフレッド・ニューマン